# Marronzinho
José Alcides Marronzinho de Oliveira, mais conhecido como Marronzinho (Maruim, 13 de janeiro de 1945), é uma figura da cena política do Brasil ao longo da década de 1980. Visto por muitos como uma figura autora de declarações controversas, ficou conhecido por ter respondido a mais de 30 processos por calúnia e difamação, que impediram que ele concorresse a uma vaga de deputado federal para a Assembleia Constituinte, em 1986, e se candidatou a prefeito de São Paulo, em 1988. No entanto, conseguiu ser um dos 22 candidatos à Presidência da República Brasileira no pleito de 1989. No início da década de 1990, cumpriu pena por uma condenação de injúria e difamação, cometidos em 1985, contra o então candidato a prefeito Fernando Henrique Cardoso na eleição municipal de São Paulo daquele ano.

## Biografia
Nasceu na cidade de Maruim, em Sergipe, em 13 de janeiro de 1945, filho de Simeão F. de Oliveira e Maria Angelina de Oliveira.
Filiou-se no começo da década de 1980 ao PTB e se candidatou a vereador em Osasco em 1982. Um de seus primeiros desafetos foi Francisco Rossi, a quem acusou no jornal "A Voz", pertencente a Marronzinho (à época proprietário de uma empresa chamada A Voz Fepasa News Ltda), de agredir uma cantora contratada para aparecer em comícios de Rossi. Desde julho de 1983, Marronzinho estava sendo processado pela Ferrovia Paulista S.A. por uso indevido da marca, no jornal "Fepasa News".
Não tendo conseguido se candidatar nas eleições municipais em São Paulo de 1985, Marronzinho apoiou e fez campanha para o candidato Jânio Quadros. Em outubro daquele ano, um suplemento do jornal "A Voz", de quatro páginas, o qual Marronzinho continuava como diretor responsável, circulava com pedido de voto a Jânio Quadros, estampando frases como "PMDB dá Aids, combata-o" e atribuindo ao candidato Fernando Henrique Cardoso (então do PMDB) a frase: "Vou perder porque o povo é ignorante, não sabe votar. Se fosse em Paris, eu ganharia." Em novembro, a Polícia Federal prendeu 400 mil exemplares de uma nova edição do jornal, distribuído como material de campanha, que estampava a manchete: "Marronzinho confirma: Fernando Henrique é maconheiro". Preso, Marronzinho acabou liberado, mas foi indiciado e responderia inquérito por publicação inverídica contra partidos e candidatos, e calúnias, difamações e injúrias contra pessoas físicas. Ele também teria de dar explicações sobre as razões dele usar dois números de carteira de identidade e três números de CIC (atual CPF).
Em 1986, Marronzinho rompeu com Jânio Quadros, se dizendo arrependido de tê-lo apoiado e de ter sido usado pelo prefeito eleito. Ainda filiado ao PTB, ele tentou se lançar como candidato a deputado federal para a Assembleia Constituinte, mas foi impugnado pela justiça federal por uma condenação anterior por sedução e desacato a autoridade. Em um informe publicitário na imprensa, Marronzinho disse que estava sendo perseguido por "os corruptos, os ateus e os maconheiros" e acusou "forças ocultas" de quererem colocá-lo na cadeia "para impedir que um candidato de raízes populares, um real representante do povo, erga sua voz no Congresso Nacional, contra as arbitrariedades de as injustiças deste país." Por causa das acusações pessoais contra Fernando Henrique Cardoso, foi condenado em 1987 a 12 meses de detenção e 180 dias de multa por calúnia, difamação e injúria pela comarca de Osasco (213ª Zona Eleitoral de São Paulo). No entanto, obteve a suspensão condicional da pena por dois anos.
Em 1988, rompeu com o PTB para criar uma nova sigla, o Partido Social Progressista. No final de janeiro daquele ano, na condição de presidente do PSP, Marronzinho foi a estrela de um programa eleitoral obrigatório em rede nacional do seu partido e que foi alvo de críticas negativas. A Associação Brasileira de Emissoras de Rádio e Televisão e o banqueiro Amador Aguiar (do Bradesco) entraram com ações na Justiça para tentar impedir a transmissão do programa, mas o então ministro do Tribunal Superior Eleitoral Francisco Rezek indeferiu as solicitações. Duas emissoras de rádio do Sistema Jornal do Brasil, de Nascimento Brito, recusaram-se a veiculá-lo. A repercussão negativa da atuação de Marronzinho em cadeia nacional levou lideranças partidárias no Congresso a discutirem um projeto para assegurar propaganda obrigatória apenas a partidos com representatividade política.  O PSP de Marronzinho conseguiu um registro provisório, obtido em 19 de maio de 1988. O uso do nome do PSP incomodava os herdeiros do falecido político Adhemar de Barros, que fez carreira política em uma denominação partidária homônima. Ainda em 1988, Marronzinho tentou novamente uma candidatura, desta vez para a eleição municipal de São Paulo. Seu slogan para a campanha era "Vote em Marronzinho, da favela ao Ibirapuera". No entanto, sua candidatura foi impugnada pelo Tribunal Regional Eleitoral paulista em 7 de setembro, e depois foi tornado inelegível pelo Tribunal Superior Eleitoral, porque Marronzinho tinha condenação anterior por crime contra administração pública (desacato à autoridade) durante a eleição municipal paulistana de 1985. Em seu lugar, foi lançado Walter Zigrossi.
Em 1989, tentou obter registro para disputar a Eleição presidencial daquele ano. Mesmo condenado, em três instâncias, a um ano de prisão por crime eleitoral, Marronzinho foi o último dos 22 candidatos a presidência a obter registro do TSE, em 05 de setembro de 1989, embora os ministros do Tribunal se dissessem constrangidos em registrar a sua candidatura.
Dono de um jornal à época e com 44 anos de idade, declarou-se proprietário de 11.200 alqueiretes de terra em Goiás e se autodefinia como "analfabeto inteligente". Dizia que resolveria todos os problemas do país se acabasse com a seca, usando a Petrobrás para perfurar poços de água no Sertão brasileiro, em lugar de se preocupar com petróleo, romperia relações diplomáticas com a Suíça e confiscaria o dinheiro de brasileiros depositados em bancos daquele país. Com um orçamento de campanha de 40 mil cruzados novos, Marronzinho tinha 30 segundos para se apresentar ao longo da campanha eleitoral obrigatória na televisão. Ele passou boa parte do primeiro mês de sua propaganda com uma tarja preta na boca - usada supostamente para protestar contra o pouco tempo disponível - e com um locutor anunciando "ele vai falar". No primeiro turno, Marronzinho obteve 238.425 votos, o que perfez 0,33% do total, e ficando na décima terceira colocação.
No começo da década de 1990, o TSE cassou o registro do PSP. Mesmo com a extinção da legenda, Marronzinho tentou registrar candidatura a deputado federal por Sergipe para o pleito de 1990, mas teve seu pedido rejeitado por estar respondendo a processos em São Paulo. Em setembro daquele ano, o TRE-SP determinou o cumprimento de mandado de prisão, expedido por juiz da 213ª Zona Eleitoral de São Paulo, pelos crimes de calúnia, difamação e injúria cometidos contra Fernando Henrique Cardoso em 1985.
Abandonou a política e adotou a alcunha Jamo (acrônimo de José Alcides Marronzinho de Oliveira) Little Brown (marronzinho, em inglês), e dirigiu um jornal evangélico, de nome "Leia o Jornal", em Osasco.[carece de fontes?]
Em 2018, uma reportagem do portal g1 descobriu o paradeiro de Marronzinho, que trabalhava como pastor em Cabreúva, município a 86 quilômetros de São Paulo, onde mora com a família, e afirmava estar "à disposição do evangelho", além de editar um pequeno jornal evangélico, no qual, segundo ele, denunciava "os evangélicos que deixaram de ser pastor para serem deputados". Ele havia se recuperado de um câncer de laringe 6 anos antes, que causou perda de 50% da capacidade de fala, porém seguia em atividade.